# Берег (Сафроновское сельское поселение)
Бе́рег — деревня в Ленском районе Архангельской области. Входит в состав Сафроновского сельского поселения.

## География
Находится в юго-восточной части Архангельской области на расстоянии приблизительно 17 км на юго-запад по прямой от административного центра района села Яренск, на восточном берегу острова Харлов в пойме Вычегды.

## История
Учтена была еще в 1710 году как деревня с 2 дворами. В 1859 году здесь (тогда деревня Яренского уезда Вологодской губернии) было учтено 3 двора.

## Население
Численность населения: 21 человек (1859 год), 1 (русские 100 %) в 2002 году, 0 в 2010.